# Джеймс Томкінс
Джеймс Томкінс (англ. James Tomkins, нар. 29 березня 1989, Басілдон) — англійський футболіст, захисник клубу «Крістал Пелес».

## Клубна кар'єра
Народився 29 березня 1989 року в місті Басілдон. Вихованець юнацьких команд футбольних клубів «Голі Крос» та «Вест Гем Юнайтед».
У дорослому футболі дебютував 2008 року виступами за команду клубу «Вест Гем Юнайтед». Частину 2008 року провів в оренді у клубі «Дербі Каунті».

## Виступи за збірні
2004 року дебютував у складі юнацької збірної Англії, взяв участь у 26 іграх на юнацькому рівні.
2009 року залучався до складу молодіжної збірної Англії. На молодіжному рівні зіграв у 10 офіційних матчах.
2012 року у складі олімпійської збірної Великої Британії був учасником футбольного турніру на тогорічних Олімпійських іграх.